# Myndigheten för digital förvaltning
Myndigheten för digital förvaltning (Digg) är en svensk förvaltningsmyndighet med huvudkontor i Sundsvall. Myndighetens huvudsakliga uppgift är att samordna och stödja den förvaltningsgemensamma digitaliseringen i syfte att göra den offentliga förvaltningen mer effektiv och ändamålsenlig. Myndigheten inrättades av regeringen Löfven I den 1 september 2018. Generaldirektör är Anna Eriksson. Myndigheten lyder under Finansdepartementet.
Digg ansvarar för den förvaltningsgemensamma digitala infrastrukturen, kallad Ena. Digg arbetar med att möjliggöra flera olika e-legitimationer i Sverige, även andra EU-länders lösningar i enlighet med förordningen om elektronisk identifiering och betrodda tjänster. Digg har i uppdrag att vara tillsynsmyndighet för webbtillgänglighetsdirektivet, som kräver tillgänglighet för personer med funktionsnedsättning vid offentliga webbplatser. Digg ger vägledning om webbtillgänglighetskrav på webbplatsen webbriktlinjer.se.
Digg ska främja tillgängliggörande av öppna offentliga data, ett område där Sverige låg bland de sista i OECD 2019. Digg driver webbplatsen dataportal.se för ändamålet, och har föreslagit att Sverige bör följa International Open Data Charter(en) och göra öppenhet till en standard.
I samarbete med Skatteverket förvaltar Digg den statliga digitala brevlådan minmyndighetspost.se, och infrastrukturen Mina meddelanden och Förmedlingsadressregistret, genom vilka offentliga aktörer kan sända post digitalt till privatpersoner och företag som har olika digitala brevlådor.
Digg arbetar med standardisering av hur myndigheter ska kunna utbyta grunddata(da) mellan varandra, så att individer inte ska behöva uppge grundläggande uppgifter på nytt vid nya myndighetskontakter, exempelvis folkbokföringsuppgifter och fastighetsdata. Myndigheten är från 1 oktober 2022 beredskapsmyndighet och ingår i beredskapssektorn Försörjning av grunddata.

## Övertagna ansvarsområden
Vid bildandet övertog Digg uppdrag från följande organ:
- Från E-legitimationsnämnden, vilken gick upp i Digg[14]: frågor om e-legitimation nationellt och internationellt genom förordningen om elektronisk identifiering och betrodda tjänster samt kvalitetsmärket Svensk e-legitimation.
- Från eSAM (e-samverkansprogrammet): frågor om kommunal IT-arkitektur[15]
- Från Skatteverket: frågor om tjänsten Mina meddelanden, IT-infrastruktur för säkra elektroniska meddelanden från myndigheter och kommuner till privatpersoner och företag samt den digitala brevlådan Min myndighetspost.
- Från Ekonomistyrningsverket:[16]
  - Frågor om e-handel i staten,
  - Uppföljning av den offentliga förvaltningens digitalisering
  - Främjande av EU-byggblocket e-delivery.
- Från kommittén Expertgruppen för digitala investeringar (Fi 2017:04)[17]: att ge stöd vid större strategiska digitala investeringar.
- Från Riksarkivet: frågor om myndigheters tillgängliggörande av handlingar för vidareutnyttjande, inklusive metadataspecifikationen DCAT-AP i samarbete med Svenska institutet för standarder (SIS).[18]
- Från Tillväxtverket: Frågor om datadriven och öppen innovation (ett arbete som även innefattade tillgängliggörande av öppen offentlig data enligt PSI-lagen)[19].
- Från Post- och telestyrelsen (PTS): vägledning för webbutveckling webbriktlinjer.se, som kräver tillgänglighet för personer med funktionsnedsättning.[8]

## Ytterligare ansvarsområden
Enligt regeringens regleringsbrev för 2019 har Digg dessutom följande uppdrag:
- Att förbereda att lagen om elektroniska fakturor till följd av offentlig upphandling[21] träder i kraft den 1 april 2019
- Att samordna arbetet med säkert och effektivt informationsutbyte mellan myndigheter och myndigheters delning av olika registers grunddata, till exempel uppgifter i folkbokföringsregistret, näringslivsregistret och fastighetsregistret[22]

Enligt regleringsbrevet för 2020 tillkommer följande uppdrag:
- Att arbeta med infrastruktur för den statliga brevlådan Min myndighetspost och för säkra elektroniska försändelser

I regleringsbrevet för 2021 tillkommer bland annat:
- Att utveckla dataportal.se[10] för myndigheters offentliggörande av öppna data.
- Att leda utvecklingen av infrastruktur för vaccinationsbeviset covidbevis.se[24] under 2021, tillsammans med e-hälsomyndigheten och Sveriges kommuner och regioner.[25]

I regleringsbrevet 2022 fick Digg i uppdrag:
- Att vara nationell samordnare för arbetet med EU-förordningen om en gemensam digital ingång för tillhandahållande av information, förfaranden samt hjälp- och problemlösningstjänster. Webbplatsen Your Europe ska kostnadsfritt guida studenter, arbetssökande och företag om deras rättigheter och praktiska möjligheter att verka i olika EU-länder utan att hindras av onödig byråkrati.[27]

## Undantagna myndigheter
Följande myndigheter är undantagna från Digg:s verksamhetsområde: Regeringskansliet, Säkerhetspolisen, Fortifikationsverket, Försvarshögskolan och myndigheter som hör till Försvarsdepartementet.

## Myndigheten för digital förvaltnings uppgifter i krig
Myndigheten för digital förvaltning (Digg) är från 1 oktober 2022 beredskapsmyndighet och ingår i beredskapssektorn Försörjning av grunddata. Digg har en central roll i att samordna och stödja digitaliseringen av den offentliga sektorn i Sverige. Under kriser och höjd beredskap är Diggs uppgifter särskilt viktiga för att säkerställa att digitala tjänster och kommunikationskanaler förblir robusta och tillgängliga.
En av Diggs specifika uppgifter är att utveckla och underhålla infrastrukturen för digital post, vilket möjliggör säker och effektiv kommunikation mellan myndigheter och medborgare. Detta system måste vara pålitligt även under kris, höjd beredskap och krig. För att uppnå detta har Digg föreslagit en övergång till en ny, framtidssäkrad digital postplattform som ska vara robust och säker under alla omständigheter.
Vidare arbetar Digg med att utveckla och främja användningen av gemensamma digitala lösningar och tjänster som förenklar vardagen för medborgare och företag. Detta inkluderar att säkerställa att aktörer inom offentlig sektor kan utbyta information på ett snabbt och säkert sätt, vilket är avgörande under krissituationer. Digg har också fått i uppdrag att utreda hur Sveriges digitala infrastruktur bör utvecklas och förvaltas, vilket är avgörande för att stärka landets motståndskraft under kriser och krig.
Sammanfattningsvis är Diggs uppgift under krig att säkerställa att den digitala infrastrukturen inom offentlig sektor är robust, säker och tillgänglig, vilket möjliggör effektiv kommunikation och informationsutbyte även under påfrestande förhållanden.